# Palacio de Woodstock
El palacio de Woodstock fue una antigua residencia real inglesa localizada en Woodstock, Oxfordshire.
Enrique I de Inglaterra construyó un pabellón de caza aquí y en 1129 construyó 11 km de altos muros para crear el primer parque cerrado, donde se guardaban leones y leopardos. El albergue se convirtió en un «palacio» bajo el reinado del nieto de Enrique, Enrique II, también  interesado en Woodstock, y que pasó mucho tiempo aquí en compañía de su amante, Rosamund Clifford. 
Entre los eventos más importantes que tuvieron lugar en el palacio, cabe destacar:
- la boda de Guillermo el León, rey de los escoceses, con la princesa inglesa, Ermengarda de Beaumont (1186);
- la firma del Tratado de Woodstock entre Enrique III y Llywelyn ap Gruffydd, el último rey galés (1247);[2]
- el nacimiento de Eduardo, el príncipe negro (1330);
- la boda de Maria de Inglaterra, hija de Eduardo III de Inglaterra, con Juan V de Bretaña (1361);
- Fue prisión de la futura reina Isabel I de Inglaterra, por su supuesta participación en la Rebelión de Thomas Wyatt, (mayo de 1554-abril de 1555).[1]

El palacio de Woodstock fue destruido durante la Revolución inglesa (English Civil War), y poco después, en las cercanías, se construyó el palacio de Blenheim con parte de las piedras.